# Rapper’s Delight
Rapper’s Delight ist ein Rap-Song des Musiktrios Sugarhill Gang aus dem Jahr 1979, der heute dem Hip-Hop zugeordnet wird. Er wurde von Bernard Edwards, Nile Rodgers, Sylvia Robinson, Michael Wright, Guy O’Brien und Hank Jackson geschrieben.

## Hintergrund
Der erfolgreichen Songwriterin und Produzentin Sylvia Robinson kam die Idee zu einem Hip-Hop-Song, als sie bei einem Kindergeburtstag jemanden zu einem Beat im Hintergrund rappen hörte. Die Hip-Hop-Szene war bis dahin eine Untergrund-Szene, und da sich kein etablierter MC fand, der eine kommerzielle Aufnahme machen wollte, stellte sie selbst mit Henry Jackson, Michael Wright und Guy O’Brie ein Trio zusammen und benannte es Sugarhill Gang, nach ihrem eigenen Label Sugar Hill Records.
Beim Beat bedienten sie sich beim Discohit Good Times von Chic, der 1979 ein Nummer-eins-Hit gewesen war. Die ursprünglichen Autoren Bernard Edwards und Nile Rodgers wurden nicht um Erlaubnis gefragt, sie wurden erst nachträglich als Mitautoren geführt und an den Einnahmen beteiligt. Der Beat wurde neu eingespielt, da das Sampling zu der Zeit noch nicht verbreitet war, aber auch leicht abgewandelt. Aus dem Funk des Originals mit Rhythmusgitarre und Klavier wurde dabei ein refrainartiger Hintergrundbeat mit Einblendungen. Die Aufnahme dauerte 14 Minuten und wurde in einem Stück eingespielt, weshalb sie auch als Maxisingle erschien. Für Europa und das US-Radio wurde eine kürzere Version des Stücks herausgegeben.
Die Single erschien am 16. September 1979 und stieg wenig später in die US-Charts ein. Es ist umstritten, ob es sich um die erste Hip-Hop-Aufnahme handelt, auf jeden Fall aber war es die erste international kommerziell erfolgreiche Hip-Hop-Single und damit der Wegbereiter des neuen Genres in der Plattenindustrie.
Die Sugarhill Gang veröffentlichte 1980 das Album The Sugarhill Gang mit Rapper’s Delight als Hauptsong. International blieb der Song der einzige große Erfolg des Trios. Bis 2004 kam das Stück noch dreimal in die britischen Charts: 1986 auf einer Splitsingle mit We Got the Funk von Positive Force als zweiter Seite, als 1989er Remix von Ben Liebrand und 2004 nach der Verwendung in einer Folge der Serie Scrubs – Die Anfänger. Nur in den USA hatte das Trio über den Song hinaus auch mit dem zweiten Album noch einige kleinere Erfolge.

## Rezeption
Der Titel wurde in die Rock and Roll Hall of Fame als prägender Song der Ära aufgenommen. Laut der Musikzeitschrift Rolling Stone rangierte das Stück 2010 auf Platz 251 der 500 besten Songs aller Zeiten.

## Kommerzieller Erfolg

### Chartplatzierungen
In den Soul-Charts kam die Single bis auf Platz 4; in den Pop-Charts erreichte sie Platz 36. Erfolgreich war das Stück aber auch in Europa, wo es in zahlreichen Ländern ein Top-5-Hit war.
| ChartsChartplatzierungen       | Höchstplatzierung | Wochen |
| ------------------------------ | ----------------- | ------ |
| Deutschland (GfK)              | 3 (25 Wo.)        | 25     |
| Österreich (Ö3)                | 5 (12 Wo.)        | 12     |
| Schweiz (IFPI)                 | 2 (11 Wo.)        | 11     |
| Vereinigte Staaten (Billboard) | 36 (12 Wo.)       | 12     |
| Vereinigtes Königreich (OCC)   | 3 (14 Wo.)        | 14     |

| ChartsJahrescharts (1980) | Platzierung |
| ------------------------- | ----------- |
| Deutschland (GfK)         | 11          |

### Auszeichnungen für Musikverkäufe
| Land/Region                  | Auszeichnungen für Musikverkäufe (Land/Region, Auszeichnung, Verkäufe) | Verkäufe |
| ---------------------------- | ---------------------------------------------------------------------- | -------- |
| Niederlande (NVPI)           | Gold                                                                   | 75.000   |
| Vereinigtes Königreich (BPI) | Platin                                                                 | 600.000  |
| Insgesamt                    | 1× Gold · 1× Platin ·                                                  | 675.000  |

## Coverversionen und Adaptionen
Der Song wurde seit seiner Entstehung etliche Male von unterschiedlichen Musikern gecovert, darunter 1997 gemeinsam von Erick Sermon, Redman und Keith Murray und 2004 von Coolio.
- 1979 wurde Rapper’s Delight vom jamaikanischen Produzenten Joe Gibbs und Xanadu & Sweet Lady als Reggae-Version veröffentlicht.
- Die 1980 entstandene deutschsprachige Coverversion Rapper’s Deutsch von G.L.S.-United (bestehend aus Thomas Gottschalk, Frank Laufenberg und Manfred Sexauer), gilt als eines der ersten deutschsprachigen Rap-Stücke. Vom NDR-Radiomoderator Günter Fink stammt eine Parodie namens Rapper’s Fink.
- Der 1983 entstandene Song Alpenrap der österreichischen Band Erste Allgemeine Verunsicherung erinnert stilistisch an Rapper’s Delight und enthält eine Anspielung auf den Song (im Text wird von „Seppl’s Delight“ gesprochen).[15]
- Die russische Coverversion Рэп (Rap) wurde 1984 von Час пик veröffentlicht.[16]
- Der österreichische Sänger Falco verwendete gleich mehrfach Teile der Anfangszeilen, so zunächst 1985 bei Urban Tropical (B-Seite von Rock Me Amadeus) und im Jahr darauf für das Lied The Sound of Musik. Wiederum eine Anlehnung an dieses findet sich im 1987 veröffentlichten Titel Body Next to Body.
- Auch der Sommerhit Aserejé, den das spanische Frauentrio Las Ketchup 2002 veröffentlichten und der in Europa als The Ketchup Song auf den Markt kam, basiert auf Rapper’s Delight. Er beschreibt die Geschichte des tanzbesessenen Diego, der den englischen Text seines Lieblingssongs nicht versteht. Aus der Refrainzeile „I said a hip-hop, the hippie …“ wird so der Kauderwelsch „Aserejé ja dejé …“.[17][18]
- 2009 war die Sugarhill Gang zu Gast beim Lala Song des Franzosen Bob Sinclar, der an einigen Stellen an Rapper’s Delight erinnert und auf dem europäischen Kontinent in den Charts erfolgreich war.[19]
- 2014 erreichte ein Videoclip, in welchem Gesprächsfetzen des US-amerikanischen Moderatoren Brian Williams von der Redaktion der amerikanischen Late-Night-Show The Tonight Show so zusammengeschnitten wurden, dass es wirkt, als würde er diesen Song rappen, einen großen Erfolg auf dem Internetvideoportal YouTube sowie anderen sozialen Netzwerken.[20]
- 2019 wurde das Stück im aktuellen Werbespot von Paco Rabanne für 1 Million und Lady Million verwendet.[21]